# حقبة التأثير البشري

تفجير نووي و سحابة عيش الغراب ، بإنتاجية طاقة تقدر بـ 25 كيلو طن من مادة تي إن تي.

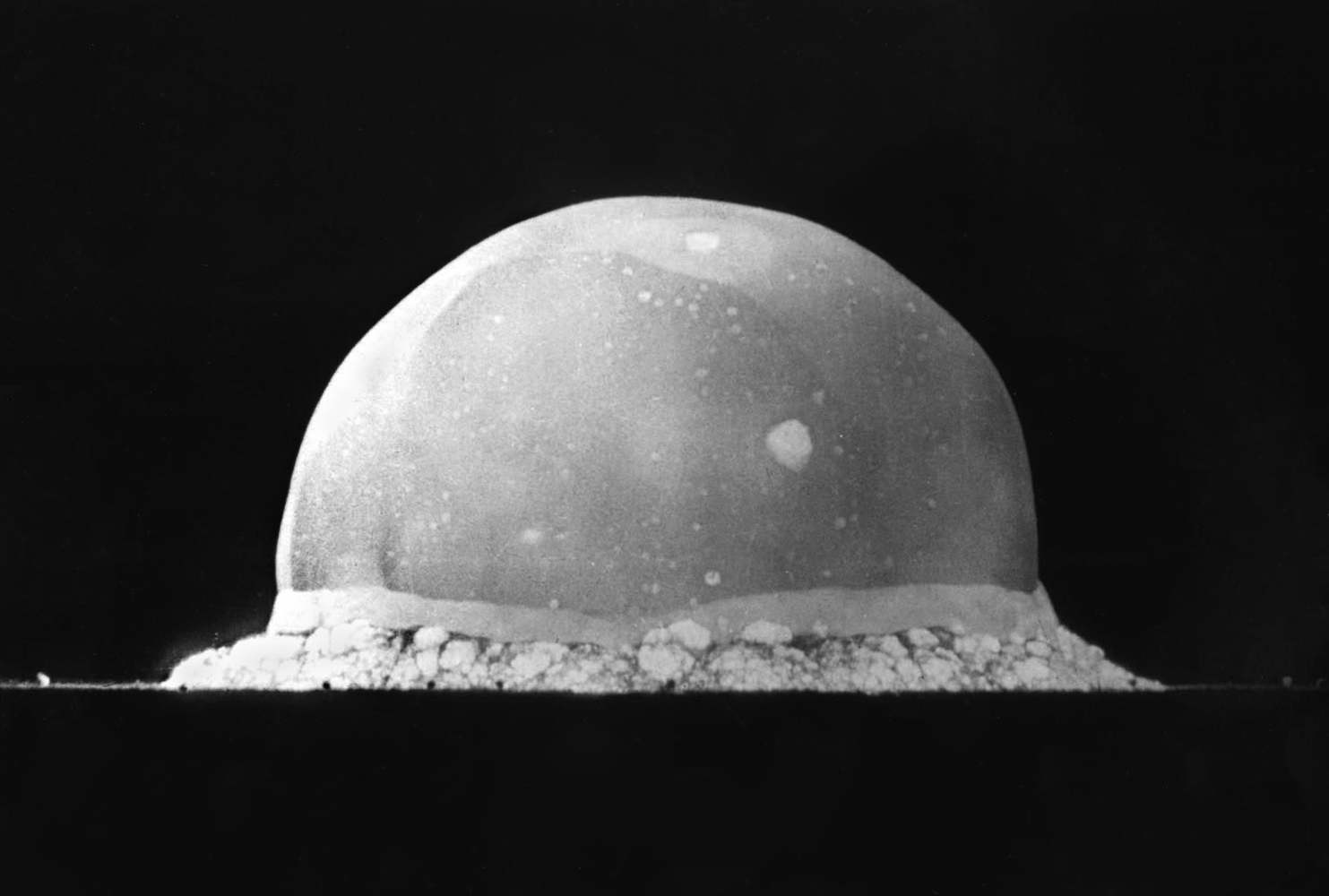
تم اقتراح اختبار الثالوث عام 1945 كبداية للأنثروبوسين.

حقبة التأثير البشري  أو الأنثروبوسين Anthropocene هي حقبة يعود تاريخها إلى بداية التأثير البشري الكبير على جيولوجيا الأرض والتقنية ، بما في ذلك، تغير المناخ البشري المنشأ وتأثيره على الأرض وحياة الإنسان.
اعتبارًا من أغسطس 2016، لم توافق اللجنة الدولية للطبقات الجيولوجية ولا الاتحاد الدولي للعلوم الجيولوجية (IUGS) رسميًا على هذا المصطلح "الأنثروبوسين " باعتباره أحد التقسيمات الفرعية المعترف بها للوقت الجيولوجي، على الرغم من أن الفريق العامل المعني بالأنثروبوسين التابع للجنة الفرعية للطبقات الرباعية (SQS) من اللجنة الدولية للطبقات الجيزلوجية (ICS)، صوتت للمضي قدماً في اقتراح رسمي لارتفاع ذهبي (GSSP) لتحديد حقبة الأنثروبوسين في النطاق الزمني الجيولوجي وقدم التوصية إلى المؤتمر الجيولوجي الدولي في 29 أغسطس 2016.
تم اقتراح تواريخ بدء مختلفة لتأثير الإنسان على الأرض ، تتراوح من بداية الثورة الزراعية قبل 12000 إلى 15000 عام، وحتى تم عمل أحدث اختبار ترينيتي (تجربة إنفجار أول قنبلة ذرية) في عام 1945. اعتبارًا من فبراير 2018، تستمر عملية التصديق وبالتالي يبقى التاريخ ومن ثم قررت بشكل قاطع، ولكن التاريخ الأخير كان أكثر تفضيلا من غيرها.
تمت الإشارة إلى الفترة الأخيرة من الأنثروبوسين من قبل العديد من المؤلفين باسم التسارع الكبير الذي تتزايد خلاله اتجاهات النظام الاجتماعي والاقتصادي والأرضي بشكل كبير، خاصة بعد الحرب العالمية الثانية. على سبيل المثال، وصفت الجمعية الجيولوجية عام 1945 بأنه هي التسارع الكبير.
كان هناك مفهوم مبكر لحقبة التأثير البشري هو (Noosphere) بواسطة فلاديمير فيرنادسكي، الذي كتب في عام 1938 عن «الفكر العلمي كقوة جيولوجية». يبدو أن العلماء في الاتحاد السوفيتي استخدموا مصطلح «الأنثروبوسين» منذ الستينيات للإشارة إلى الربع الأخير، وهي الفترة الجيولوجية الأخيرة. [بحاجة لمصدر] استخدم عالم البيئة يوجين ف. ستويرمر «حقبة التأثير البشري» بمعنى مختلف في الثمانينيات، وأصبح المصطلح شائعًا على نطاق واسع في عام 2000 من قبل الكيميائي الجوي بول ج. كروتسن، الذي يعتبر تأثير السلوك البشري على الغلاف الجوي للأرض في الآونة الأخيرة من القرون ومن الأهمية بحيث تشكل حقبة جيولوجية جديدة.
في عام 2008، نظرت لجنة الطبقات في الجمعية الجيولوجية بلندن في اقتراح لجعل الأنثروبوسين (حقبة التأثير البشري على الأرض) وحدة رسمية لتقسيمات العصر الجيولوجي. قررت أغلبية اللجنة أن الاقتراح يستحق وجوب دراسته مرة أخرى. بدأت مجموعات العمل المستقلة من العلماء من مختلف المجتمعات الجيولوجية في تحديد ما إذا كان الأنثروسين سيتم قبوله رسمياً في مقياس الزمن الجيولوجي.
يستخدم مصطلح «الأنثروبوسين» بشكل غير رسمي في السياقات العلمية. الجمعية الجيولوجية الأمريكية بعنوان اجتماعها السنوي لعام 2011: Archean to Anthropocene: الماضي هو مفتاح المستقبل. ليس للعصر الجديد تاريخ بدء متفق عليه، لكن هناك اقتراحًا واحدًا، استندت عليه الادلة الجوية، هو تحديد البداية مع الثورة الصناعية. في 1780، مع اختراع محرك البخار. يربط علماء آخرون المصطلح الجديد بأحداث سابقة، مثل التطور في الزراعة والثورة النيوليتية (حوالي 12000منذ سنوات مضت). أدلة على التأثير البشري النسبي - مثل التأثير البشري المتزايد على استخدام الأراضي والنظم الإيكولوجية والتنوع البيولوجي وانقراض الأنواع - الكبيرة؛ يعتقد العلماء أن التأثير البشري قد غير بشكل كبير (أو أوقف) نمو التنوع البيولوجي. أولئك الذين يدافعون عن تواريخ سابقة يفترضون أن الأنثروسين المقترح ربما يكون قد بدأ في وقت مبكر من 14000 إلى 15000 عام قبل الوقت الحالي، استنادًا إلى الأدلة الجيولوجية؛ وقد أدى ذلك إلى قيام علماء آخرين باقتراح أن «بداية الأنثروبوسين يجب أن تمتد إلى الوراء عدة آلاف من السنين»: 1 هذا سيكون متزامنًا بشكل وثيق مع المصطلح الحالي، الهولوسين.
في يناير 2015، نشر 26 من 38 عضوًا في مجموعة العمل الدولية للأنثروبوسين ورقة تقترح اختبار الثالوث في 16 يوليو 1945 كنقطة انطلاق للعصر الجديد المقترح. ومع ذلك، تدعم أقلية مهمة أحد التواريخ البديلة. اقترح تقرير مارس 2015 إما 1610 أو 1964 كبداية للأنثروبوسين. يشير علماء آخرون إلى الطابع غير المتزامن للطبقة الفيزيائية للأنثروبوسين، بحجة أن البداية والتأثير ينتشران بمرور الوقت، ولا يمكن اختزالهما في لحظة واحدة أو تاريخ البدء.
اقترح تقرير صدر في يناير 2016 عن التواقيع المناخية والبيولوجية والجيوكيميائية للنشاط البشري في الرواسب والقلب الجليدي أن الحقبة منذ منتصف القرن العشرين يجب الاعتراف بها باعتبارها حقبة جيولوجية متميزة عن الهولوسين.
اجتمعت مجموعة عمل الأنثروبوسين في أوسلو في أبريل 2016 لتوحيد الأدلة التي تدعم حجة الأنثروبوسين كعصر جيولوجي حقيقي. تم تقييم الأدلة وصوتت المجموعة للتوصية بـ «الأنثروبوسين» باعتباره العصر الجيولوجي الجديد في أغسطس 2016. في حال موافقة اللجنة الدولية للطبقة على التوصية، يجب التصديق على اقتراح تبني المصطلح من قبل (IUGS) قبل اعتماده رسميًا باعتباره جزء من مقياس الوقت الجيولوجي.

## الاشتقاق
اسم الأنثروبوسين هو مزيج من الأنثروبوس - من الأنثروبوس (اليونانية القديمة: ἄνθρωπος) بمعنى «إنساني» و- سين من كينوس (اليونانية القديمة: καινός) بمعنى «جديد» أو «حديث».
منذ عام 1873، اعترف عالم الجيولوجيا الإيطالي أنطونيو ستوباني بزيادة قوة وتأثير البشرية على أنظمة الأرض وأشار إلى «عصر الأنثروبوزويك».
على الرغم من أن عالم الأحياء يوجين ستويرمر يُنسب له في كثير من الأحيان صياغة مصطلح «الأنثروبوسين»، إلا أنه كان يستخدم بشكل غير رسمي في منتصف السبعينيات. يعود الفضل إلى بول كروتزين في إعادة اختراعه وتعميمه بشكل مستقل. كتب ستويرمر: «لقد بدأت في استخدام مصطلح» الأنثروبوسين «في الثمانينيات، لكنني لم أرسمه رسميًا حتى اتصل بي بولس». وقد أوضح كروتزن، «كنت في مؤتمر حيث قال شخص ما شيئا عن الهولوسين. اعتقدت فجأة أن هذا كان خطأ. لقد تغير العالم كثيرا. قلت: لا، نحن في الأنثروبوسين. أنا فقط صنعت الكلمة على حافز اللحظة. كان الجميع بالصدمة. لكن يبدو أنها علقت.»  :21 في عام 2008، اقترح Zalasiewicz في GSA Today أن عصر الأنثروبوسين أصبح الآن مناسبًا.

## الحد الزمني

### نموذج التـاثير الإنساني المبكر
جادل عالم المناخ القديم والبروفيسور ويليام روديمان ببدء حقبة الأنثروبوسين المقترحة منذ نحو 8000 عام مع تطور الزراعة والثقافات المستقرة، وذلك في حين أن الكثير من التغير البيئي الذي يحدث على الأرض يُشتبه في أنه نتيجة مباشرة للثورة الصناعية. كان البشر منتشرين في جميع القارات في هذه المرحلة (باستثناء القارة القطبية الجنوبية) مع استمرار الثورة الزراعية. طور البشر الزراعة وتربية الحيوانات خلال هذه الفترة لاستكمال أو استبدال الصيد وجمع الثمار المستمر. تلت هذه الابتكارات موجة من الانقراض بدءًا من الثدييات الكبيرة والطيور البرية. كانت هذه الموجة مدفوعة بالنشاط المباشر للبشر (مثل الصيد) والعواقب غير المباشرة لتغير استخدام الأراضي للزراعة.
يعتبر بعض المؤلفين أن حقبتا الأنثروبوسين والهولوسين شغلتا نفس الفترة الزمنية الجيولوجية أو فترتين متزامنتين من الماضي إلى الحاضر، واعتبر آخرون أن الأنثروبوسين هو حقبة أحدث قليلًا. يدعي روديمان أن الأنثروبوسين، ذو التأثير البشري الكبير على انبعاثات الغازات الدفيئة، لم يبدأ في العصر الصناعي بل منذ 8000 عام عندما طهّر المزارعون القدماء الغابات لزراعة المحاصيل. واجه عمل روديمان في المقابل تحدي بيانات مسجلة من فترة بين تداخل سابق لدورين جليديين (المرحلة 11، منذ نحو 400000 عام)، تشير إلى أنه يجب مرور 16000 عام قبل انتهاء هذا التداخل الهولوسيني الحالي، لذا فإن النظرية بشرية المنشأ غير صحيحة. علاوة على ذلك، فإن الحجة القائلة بأن «شيئًا ما» ضروري لشرح الاختلافات في الهولوسين تواجه تحدي الأبحاث الحديثة التي تُظهر اختلاف جميع الأدوار الجليدية.

### العصور القديمة
يمكن أن تكون نقطة الانطلاق المعقولة لحقبة الأنثروبوسين منذ نحو 2000 عام تقريبًا، والتي تتزامن تقريبًا مع بداية المرحلة الأخيرة من العصر الهولوسيني (مرحلة تحت الأطلنطي).
شملت الإمبراطورية الرومانية أجزاء كبيرة من أوروبا والشرق الأوسط وشمال أفريقيا في ذلك الوقت، وكانت السلالات الحاكمة الكلاسيكية في الصين في مرحلة ازدهار. امتلكت الممالك الهندية الوسطى أكبر اقتصاد في العالم القديم والعصور الوسطى. امتدت مملكة النبتة/المروية لتشمل السودان وإثيوبيا. سيطرت حضارة الأولمك على وسط المكسيك وغواتيمالا، وكان شعب ما قبل حضارة الإنكا في موقع تشافين الأثري يدير بعض المناطق في شمال بيرو. كانت المناطق التي تأثرت مباشرة بهذه الحضارات وغيرها كبيرة الحجم، وذلك على الرغم من بعدها عن بعضها أحيانًا وتداخلها بالنظم الإيكولوجية المؤقتة.
تتضمن بعض الأنشطة أيضًا، مثل التعدين، اضطرابات أكثر انتشارًا للظروف الطبيعية. استمر البشر في الانتشار على الأرض على مدى 11.500 سنة أو نحو ذلك، وزاد عددهم، وغيروا العالم المادي بشكل كبير. استفاد البشر أيضًا من الظروف البيئية العالمية التي لم يصنعوها بأنفسهم. أدت نهاية الفترة الجليدية الأخيرة (عندما وصلت نسبة الجليد على سطح الكرة الأرضية إلى 30% منها) إلى عالم أكثر دفئًا وأكثر احتواءً للماء. ازدهر البشر في فترة الهولوسين الأخيرة، وذلك على الرغم من وجودهم في عصر البليستوسين السابق. يوجد اليوم عدد أكبر من البشر الأحياء في أي وقت مضى من تاريخ الأرض.

### الاستعمار الأوروبي للأمريكتين
يجادل كل من ماسلن ولويس بأنه يجب نسب تاريخ بداية التأثير الإنساني على الأرض " للأوربيس سبايك"، وهو تدني مستوى ثاني أكسيد الكربون الناتج عن وفاة 50 مليون مواطن أمريكي أصلي بسبب الأوبئة والأمراض التي نشرها الأوروبيين في العالم الحديث. انخفضت مستويات ثاني أكسيد الكربون العالمية إلى ما دون 285 جزءًا في المليون بعد وصولها إلى أدنى مستوياتها في نحو  عام 1610 في القرن السابع عشر، ويُعزى ذلك إلى حد كبير إلى الاستيلاء على الغابات بسبب نموها مجددًا في الأمريكتين. يمكن أن يُعزى حدوث ذلك إلى تخلي السكان الأصليين عن الأراضي الزراعية بعد الانخفاض الحاد في عدد السكان بسبب التعرّض الأولي للأمراض الأوروبية، إذ توفي نحو  50 مليون شخص أو 90% من السكان الأصليين. يمثّل الأوربيس سبايك نقطة ومقطع طبقة الحدود العالمية (وهي نقطة مرجعية متفق عليها دوليًا في علم طبقات الأرض) برأي ماسلن ولويس، وهو أيضًا نوع من العلامات يستخدم لتحديد بداية فترة جيولوجية جديدة. يتفقون أيضًا بأن ربط الأنثروبوسين بالوصول الأوروبي إلى الأمريكتين أمر منطقي بالنظر إلى أن استعمار القارة كان ذو دور أساسي في تطوير شبكات التجارة العالمية والاقتصاد الرأسمالي، الذي لعب دورًا مهمًا في بدء الثورة الصناعية والتسارع العظيم.

### الثورة الصناعية
اقترح كروتزن الثورة الصناعية بداية لحقبة الأنثروبوسين. يقترح لوفلوك أن الأنثروبوسين بدأ مع أول تطبيق لمحرك نيوكمان الجوي (وهو أول محرك عملي يعمل على حرق الوقود) في عام 1712. تأخذ اللجنة الدولية للتغيرات المناخية حقبة ما قبل الصناعة (التي اختيرت عام 1750) لتشكل خط أساس يتعلق بالتغيرات في الغازات الدفيئة طويلة العمر ممزوجة جيدًا. عُدِّل جزء كبير من المناظر الطبيعية الأرضية بشكل عميق من خلال الأنشطة البشرية، وذلك على الرغم من وضوح إعلان الثورة الصناعية لتأثير إنساني عالمي غير مسبوق على الكوكب. تزايد تأثير الإنسان على الأرض تدريجيًا مع عدد قليل من فترات كساد حقيقية.

## علامة وجود الإنسان
هناك حاجة إلى علامة تسجل تأثيرًا عالميًا كبيرًا للبشر على البيئة بأكملها، وتمكن مقارنتها من ناحية الحجم مع تلك المرتبطة بالاضطرابات الكبيرة في الماضي الجيولوجي، بدلاً من التغيرات الطفيفة في تكوين الغلاف الجوي.

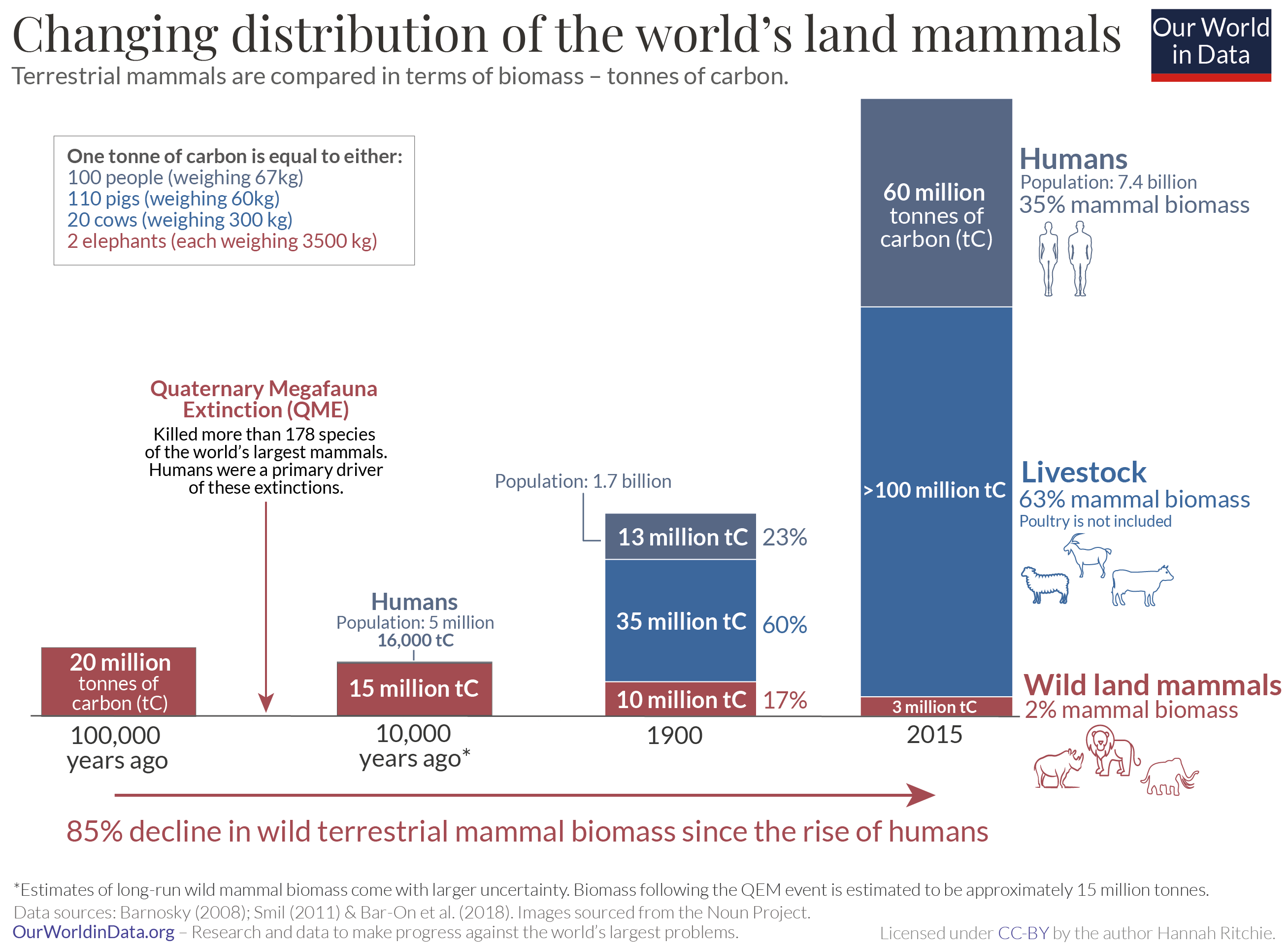
الشكل 3: "بينما نفكر في كثير من الأحيان في الضرر البيئي كمشكلة حديثة ، تعود آثارنا إلى آلاف السنين إلى العصور التي عاش فيها البشر كصيادين وجامعين. كان تاريخنا مع الحيوانات البرية لعبة محصلتها صفر: إما أننا نصطادهم حتى يشرففوا على الانقراض ، أو لقد دمرنا بيئة معيشتهم بالأراضي الزراعية ". - هانا ريتشي عن "عالمنا في البيانات"
.

غلاف الأرض الترابي هو العلامة المرشحة المفيدة لهذا الغرض، ويمكنه الاحتفاظ بمعلومات عن تاريخه المناخي والكيميائي الأرضي مع ميزات تستمر لقرون أو آلاف السنين. أصبح النشاط البشري الآن راسخًا باعتباره العامل السادس لتكوين التربة. إنه يؤثر على تكون التربة إما مباشرة عبر تسوية الأرض على سبيل المثال، وبناء الخنادق والسدود لأغراض متعددة، وإثراء المادة العضوية من إضافات السماد أو النفايات الأخرى، وإفقار المواد العضوية بسبب استمرار الزراعة، ورص التربة (دمك التربة) من الرعي المفرط، أو بشكل غير مباشر بانجراف المواد المتآكلة أو الملوثات. إن التربة بشرية المنشأ هي تلك التي تتأثر بشكل ملحوظ بالأنشطة البشرية، مثل الحرث العميق المتكرر، وإضافة الأسمدة، والتلوث، والسد، أو الإثراء بالمصنوعات اليدوية (التي تُصنف في نظام تصنيف التربة الدولي على أنها أنثروزول وتكنوسول).
إنها مستودعات متمردة من المصنوعات اليدوية والخصائص التي تشهد على هيمنة التأثير البشري، لذا تبدو أنها علامات موثوقة للأنثروبوسين. يمكن أن يُنظر إلى بعض أنواع التربة البشرية المنشأ على أنها «طفرات ذهبية» لعلماء الجيولوجيا (نقطة ومقطع طبقة الحدود العالمية)، وهي مواقع تحتوى على تعاقب في الطبقات مع أدلة واضحة على حدث عالمي، بما في ذلك ظهور حفريات مميزة. أحدث الحفر للبحث عن الوقود الأحفوري ثقوبًا وأنابيب من المتوقع أن تكون قابلة للاكتشاف لملايين السنين. اقترح عالم الفلك الأمريكي ديفيد غرينسبون أنه من الممكن أن يُعتبر موقع هبوط المركبة الفضائية أبولو 11 على سطح القمر، مع الاضطرابات والمصنوعات اليدوية التي تملك ميزة فريدة للنشاط التكنولوجي لأنواعنا، التي ستبقى على امتداد فترات زمنية جيولوجية، بمثابة علامة «غولدن سبايك» للأنثروبوسين.

## في الثقافة

### العلوم الإنسانية
استُخدم مفهوم الأنثروبوسين أيضًا عبر العلوم الإنسانية مثل الفلسفة والأدب والفن. كان الأنثروبوسين أيضًا موضوع الاهتمام المتزايد من خلال إصدارات المجلات الخاصة والمؤتمرات والتقارير التأديبية. يطرح الأنثروبوسين، وما يرتبط به من جداول زمنية، والآثار البيئية أسئلة حول الموت ونهايات الحضارة، والذاكرة والمحفوظات، ونطاق البحث الإنساني وأساليبه، والردود العاطفية على «نهاية الطبيعة». انتُقد أيضًا باعتباره بناءً أيديولوجيًا. يشير بعض المدافعين عن البيئة في اليسار السياسي إلى أن «الكابيتالوسين» هو مصطلح أكثر ملائمة تاريخيًا. يشير آخرون في نفس الوقت إلى أن الأنثروبوسين يركز بشكل مفرط على الجنس البشري مع تجاهل أوجه عدم المساواة المنهجية مثل الإمبريالية والعنصرية التي شكلت العالم أيضًا.
انتقد بيتر برانين فكرة الأنثروبوسين في مقال نُشر على موقع ذي أتلانتيك، وضح فيه أن الفترة الزمنية القصيرة تجعله حدثًا جيولوجيًا وليس عصرًا، وذلك مع احتمال عدم ملاحظة علماء الجيولوجيا الافتراضيين في المستقبل البعيد لوجود بضعة آلاف من السنين من الحضارة البشرية. أعاد النظر في نهاية المقال في موقفه بعد رد أعضاء مجموعة الأنثروبوسين.
يوجد هناك العديد من المنهجيات الفلسفية حول كيفية التعامل مع مستقبل الأنثروبوسين، وهي خيارات العمل كالمعتاد والتخفيف من آثاره والهندسة الجيولوجية.

## الإنحباس الحراري وارتفاع مستوى البحار

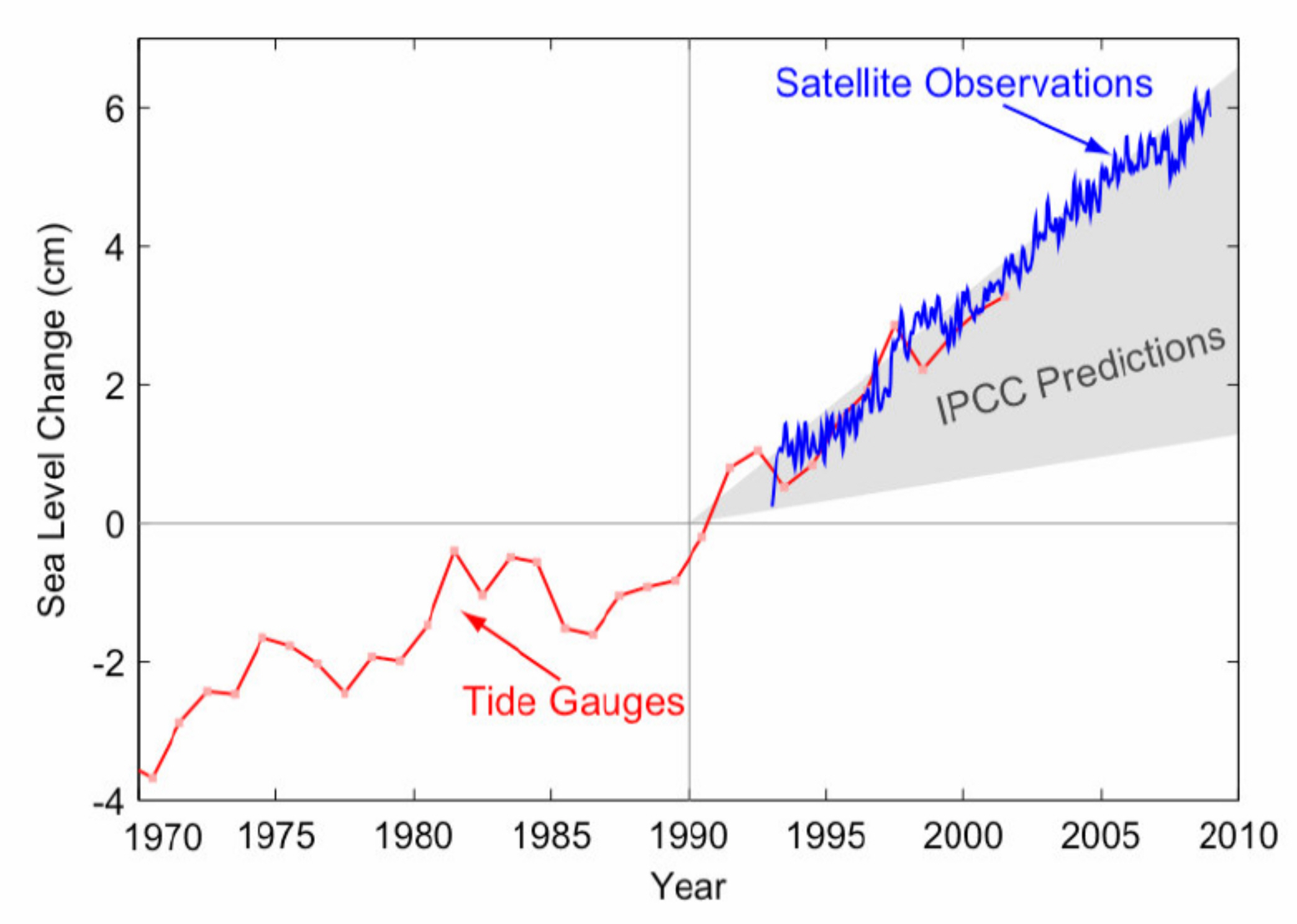
الشكل 4: مقارنة الارتفاع المقاس لمستوى سطح البحر بين عامي 1970 و 2010 مع توقعات الهيئة الحكومية الدولية المعنية بتغير المناخ منذ عام 1990: الواقع يقع في النهاية العليا لسيناريوهات الهيئة الحكومية الدولية المعنية بتغير المناخ في ذلك الوقت..

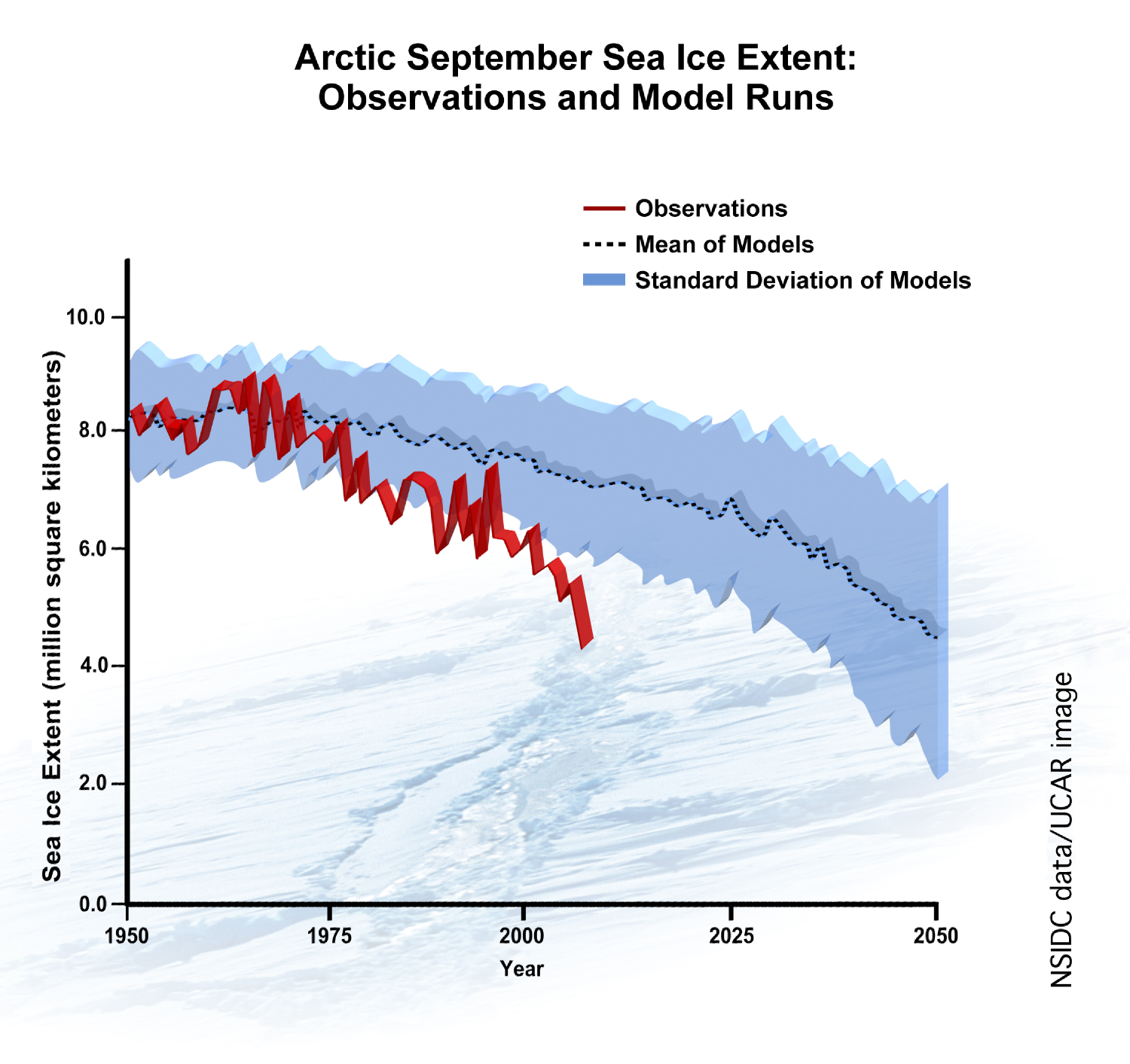
الشكل 5: يذوب الجليد البحري في القطب الشمالي بشكل أسرع من جميع النماذج المناخية التي استند إليها تقرير التقييم الرابع للهيئة الحكومية الدولية المعنية بتغير المناخ لعام 2007.

الشكل4 والشكل 5  يبينان نتائج القياسات العملية لذوبان الجليد في القطبين الشمالي والجنوبي  وكذلك ارتفاع سطح البحار حتى عام 2010 ، وهي تشير إلى عواقب كارثية على المناخ العالمي. ورغم ذلك تتصارع بلاد الدنيا في مواضيع الاقتصاد وزيادة الإنتاج من دون الاهتمام بالعمل اللازم لحماية الحياة على الأرض.
تضارب المصالح على سبيل المثال تم تناولها بسبب التأثير السياسي على الملخصات الخاصة بالسياسيين. فيما يتعلق بتقرير الحالة الرابع ، على سبيل المثال ، أصبح معروفًا أن بعض الحكومات (بما في ذلك الولايات المتحدة و الصين) قد دفعت إلى إضعاف كبير  لمسودة التقرير المقدم من العلماء أثناء التقييم. في جميع الأحوال ، تم تخفيف الأقوال. على سبيل المثال ، فإن عبارة "من المرجح جدًا أن تزداد التأثيرات بسبب زيادة تواتر وشدة الظواهر الجوية المتطرفة [ثقة عالية]" التي اقترحها العلماء ، والتي تم إضعافها إلى "التأثيرات بسبب الترددات المتغيرة وشدة الطقس المتطرف والمناخ والبحر من المرجح جدًا أن تتغير أحداث المستوى ".
نشر مركز الأبحاث الأسترالية Breakthrough - National Centre for Climate Restoration (BNCCR) تقريره المحدث   ما هو المستخبي  What Lies Beneath في عام 2018 ، مشيرًا إلى العواقب الوخيمة المحتملة لارتفاع درجات الحرارة بمقدار 4 درجات مئوية أو أكثر ، نقلاً عن تصريحات "كيفن أندرسون". علاوة على ذلك ، يُذكر أن الهيئة الحكومية الدولية المعنية بتغير المناخ ، تحت ضغط من المصالح السياسية والاقتصادية ، قيمت تغير المناخ بشكل متحفظ وقللت من أهمية المخاطر الرئيسية. بدلاً من ذلك ، يمثل تغير المناخ الناتج عن الأنشطة البشرية تهديدًا وجوديًا مباشرًا للبشرية ؛ تدابير الحماية في حالات الطوارئ ضرورية لمواجهة هذا التهديد بشكل مناسب. يجب أن تعيد السياسة المناخية الدولية توجيه البحوث المناخية من وجهة نظر إدارة المخاطر.
التوصية الخاصة بالنظام الغذائي النباتي ، والتي كانت لا تزال واردة في الجزء الرئيسي من تقرير التقييم السادس  والتي كانت موجودة في الأصل أيضًا في التقرير التجميعي ، تم استبدالها في عام 2023 بسبب تدخلات من الأرجنتين و البرازيل  بصيغة: لم يتضمن أي بيان حول الحاجة إلى تقليل استهلاك اللحوم.